# Jaromír Patočka
Jaromír Patočka (* 27. února 1935) je český právník a bývalý československý politik, po sametové revoluci poslanec Sněmovny národů Federálního shromáždění za Občanské fórum, později za Občanské hnutí a Klub poslanců sociálně demokratické orientace.

## Biografie
Před rokem 1989 se jako právník podílel na docílení zákazu královédvorských cementáren, které znečišťovaly ovzduší, čímž se postavil proti tehdejšímu režimu. V roce 1989 se podílel na průběhu sametové revoluce v Mladé Boleslavi. Tehdy je uváděn jako advokát. Poskytoval v centrále mladoboleslavského OF právní rady. Brzy poté, se stal okresním prokurátorem v Mladé Boleslavi.
Jaromír Patočka, narozen 27. února 1935 je v databázi Státní bezpečnosti uváděn jako držitel propůjčeného bytu (PB) pod krycím jménem MAXIM. Svazek byl uložen 14. června 1971 u OO MV Kutná Hora.
Ve volbách roku 1990 zasedl do české části Sněmovny národů (volební obvod Středočeský kraj) za OF. Po rozkladu Občanského fóra v roce 1991 přešel do poslanecké frakce Občanského hnutí a pak v roce 1992 do Klubu poslanců sociálně demokratické orientace. Ve Federálním shromáždění setrval do voleb roku 1992. K roku 1993 se uvádí jako náměstek generálního prokurátora Jiřího Šetiny.
V komunálních volbách roku 2006 kandidoval JUDr. Jaromír Patočka do zastupitelstva města Mladá Boleslav. Uváděn je jako právník, bezpartijní. Nebyl zvolen.